# Amad Diallo
Amad Diallo (Abidjan, 2002. július 11. –), vagy csak Amad, elefántcsontparti válogatott labdarúgó, a Manchester United játékosa. Posztját tekintve támadó középpályás, szélső.
Amad gyerekkorában költözött Olaszországba Elefántcsontpartról, 2015-ben csatlakozott az Atalanta akadémiájához, ahol az utánpótlás-bajnokságot kétszer is megnyerte. 2019-ben betalált a bemutatkozásán, az első Serie A-gólszerzőként, aki 2002-ben született. 2021 januárjában leszerződtette a Manchester United, ahol két kölcsön – Rangers és Sunderland – után lett fontos tagja a csapatnak.
2021 márciusában mutatkozott be az elefántcsontparti válogatottban, a 2020-as olimpiára is beválogatták.

## Pályafutása

### Klubcsapatokban

#### Fiatalkora
Amad Abidjanban született. Családjával már kiskorában Olaszországba költöztek. Amad profi pályafutását az olasz Boca Barcóban kezdte, ahol kitűnően játszott egy 2014-es karácsonyi tornán.

#### Atalanta

##### 2015–2020: utánpótlás
2015 nyarán csatlakozott a Serie A-ban szereplő Atalanta tartalékcsapatához. Ugyan eleinte az U14-es csapattal edzett a 2015–2016-os szezonban, gyorsan az U15-ös keretbe helyezték. A Roma elleni bajnoki döntőben gólt szerzett, megnyerve csapatának a ligát.
A 2016–2017-es szezonban eleinte továbbra is az U15-ös, majd az U17-es csapatban játszott, ahol 27 mérkőzésen 12 gólt szerzett. 2018–2019-ben 12 gólja és hét gólpassza volt 16 U17-es meccsen, illetve hat gólja és hat gólpassza 26 mérkőzésen a Campionato Primaverában (U19). A 2018–2019-es szezonban bajnokok lettek.
2019-ben megnyerte a Supercoppa Primaverát, az U19-es szuperkupát, mindkét gólpasszt ő adta a Fiorentina elleni mérkőzésen. Hat gólt és hat gólpasszt szerzett 25 mérkőzésen, sorozatban másodjára bajnok lett az Atalanta.

##### 2019–2021: a felnőtt csapatban
A 2019–2020-as szezonban Amad felkerült a felnőtt keretbe. Október 27-én debütált tétmérkőzésen, csereként beállva egy a Udinese elleni 7–1-es győzelem alkalmával. A 7–1-re megnyert bajnokin gólt is szerzett, ezzel ő lett az első 2002-ben született játékos aki eredményes volt a Serie A-ban. 2019. december 11-én a padon ült a Sahtar Doneck elleni 3–0-ás UEFA-bajnokok ligája-győzelem során.
A 2020–2021-es szezonban november 28-án játszott először, a 77. percben állt be a Hellas Verona ellen. A UEFA-bajnokok ligájában december 1-én mutatkozott be, a 68. percben állt be a Midtjylland ellen.

#### Manchester United

##### 2020–2021: bemutatkozó szezon
2020. október 5-én Amad megegyezett a Premier League-ben szereplő Manchester United csapatával az átigazolását illetően. Az elefántcsontparti támadó csak 2021 januárjában csatlakozott az angol rekordbajnokhoz, ugyanis 2020. nyarán még nem voltak meg a megfelelő papírjai. 2021. január 7-én a klub bejelentette az elefántcsontparti támadó érkezését.
Első mérkőzésén a United U23-as csapatában duplázott, 6–3-ra verték meg a Liverpoolt január 30-án. A felnőtt csapatban először február 9-én szerepelt, az FA-Kupa ötödik fordulójában a padon ült a West Ham United ellen. Február 18-án mutatkozott be a csapatban a Real Sociedad elleni 4–0-ás győzelem során az Európa-ligában. Első gólját március 11-én szerezte, az AC Milan elleni 1–1-es döntetlenre záruló mérkőzésen, a nyolcaddöntőben.
Május 11-én Amad bemutatkozott a bajnokságban, a Leicester City ellen állt be és gólpasszt adott Mason Greenwoodnak. Ez volt az első alkalom 15 év elteltével, hogy egy tinédzser adott gólpasszt egy tinédzsernek a bajnokságban.
Amad a 2021–2022-es szezonban december 8-án játszotta első meccsét, az UEFA-bajnokok ligájában, a Young Boys ellen.

##### 2022–2023: kölcsönök
2022. január 27-én kölcsönbe küldték a skót Premiership-ben szereplő Rangers-be a szezon hátralévő részére. Két nappal később mutatkozott be és öt percen belül gólt is szerzett a Ross County elleni 3–3-as döntetlen során. Második mérkőzésén lecserélték a félidőben a Celtic ellen. A 6 hónapos időszakban alig játszott, Giovanni van Bronckhorst edző nem használta. A kölcsön során 13-szor lépett pályára, három gólt szerzett, és csak hatszor volt kezdő. Ennek ellenére csapattársai méltatták, hogy minden egyes edzésen ő volt a legjobb, és képességei egyértelműek voltak. Helyet kapott a kezdőcsapatban a skót kupadöntőben, amelyet a Rangers megnyert.
2022. augusztus 31-én csatlakozott a másodosztályú Sunderland csapatához. Első gólját október 22-én szerezte, a Burnley ellen. Szezonjának első fele nagyon sikeres volt, tizenöt meccsen öt gólt lőtt. 2023. április 7-én duplázott a Hull City ellen és nagy szerepe volt csapata két másik góljában is.
A szezont a csapat házi gólkirályaként zárta, 13 találattal a bajnokságban. A Sunderland a másodosztály rájátszásáig jutott, először 2017-es kiesésük óta a Premier League-ből. Amad betalált a rájátszás elődöntőjének első mérkőzésén, de a Sunderland 3–2-es összesítéssel kiesett. A szezon végén megnyerte a PFA által kiosztott, rajongók által szavazott év játékosa díjat.

##### 2023–2024: visszatérés Manchesterbe
Azt követően, hogy visszatért kölcsönből, Amad lehetőséget kapott a felkészülési időszakban, de térdsérülést szenvedett, amiből decemberig nem tudott felépülni. Annak ellenére, hogy januárban nem távozott kölcsönben, nem sok lehetőséget kapott a szezon második felében, egészen amig 2024. március 17-én az ő 121. percben szerzett találatával jutott tovább a United a Liverpool ellen az FA-Kupa negyeddöntőjéből. A találat után azonban meze levételéért megkapta második sárgalapját, amely miatt hamarabb az öltözőbe kényszerült. 2024. május 12-én és 15-én sorozatban kétszer is kezdőként szerepelt, az utóbbi mérkőzésen gólpasszt adott Kobbie Mainoo-nak és önmaga is betalált. Ez volt az első gólja a Premier League-ben. A szezont végül kupagyőzelemmel zárta a United, a Manchester City ellen.

##### 2024–2025-ös szezon: a United egyik legjobbja
A 2024-es angol szuperkupában és a csapat felkészülési mérkőzésein kiemelkedően játszott, teljesítményeit szakértők méltatták. Azt követően, hogy a hónap hátralévő részében is hasonlóan jó volt formája, amik közé tartozott egy gól a Brighton & Hove Albion ellen, augusztus legjobbjának választották a csapat rajongói. Szeptemberben adott egy gólpasszt Rashfordnak. November 7-én duplázott a PAÓK elleni Európa-liga-mérkőzésen, három nappal később, illetve november 24-én egy-egy gólpasszt osztott ki. Rúben Amorim érkezése után kezdett el gyakran játszani a csapatban. December 1-én két asszisztot adott az Everton elleni bajnoki mérkőzésen, egyet Joshua Zirkzeenek, egyet Marcus Rashfordnak. A mérkőzés játékosának választották. Két héttel később a 88. percben kiharcolt egy büntetőt, és a 90. percben győztes gólt szerzett a Manchester City elleni derbin, találatát a csapat rajongói a hónap és később a szezon legjobbjának választották. December 19-én gólpasszt adott és gólt szerzett a Tottenham Hotspur elleni ligakupa-negyeddöntőben. Decemberre a csapat legjobbjának választották. Január 5-én ismét gólt szerzett a Liverpool ellen, beállítva a 2–2-es végeredményt a 80. percben. Ezzel mindössze a harmadik United játékos lett, aki egy szezonban betalált a Liverpool és a Manchester City ellen is, Wayne Rooney és Robin van Persie után.
2025. január 9-én meghosszabbította szerződését a Uniteddel 2030-ig. Egy héttel később mesterhármast szerzett a Southampton ellen, mindössze 12 perc kellett neki, hogy megnyerje a mérkőzést a Unitednek 3–1-re. Mesterhármasa mindössze a harmadik alkalom volt a Premier League történetében, hogy egy játékos a mérkőzés utolsó tíz percében háromszor is betalált, Ole Gunnar Solskjær és Wayne Rooney után, illetve a United történetének második legfiatalabb mesterhármas-szerzője a Premier League-ben, szintén Rooney után. Ez volt az első alkalom, hogy egy United-játékos mesterhármast szerzett, Cristiano Ronaldo 2022. áprilisi triplája óta. A hónapban a csapat legjobbjának választották. 2025 februárjában megsérült, ki kellett hagynia a szezon hátralévő részét.

### A válogatottban
Amad 2021. március 18-án kapott először lehetőséget az elefántcsontparti válogatottban, a 2021-es afrikai nemzetek kupája selejtezőkön, Niger és Etiópia ellen. Niger ellen mutatkozott be a 86. percben, csereként. 2021. június 5-én szerezte első gólját, a Burkina Faso elleni barátságos mérkőzésen, a 97. percben, szabadrúgásból, amivel csapata megnyerte a meccset.
2021. július 3-án beválasztották országa olimpiai keretébe. Az olimpián Szaúd-Arábia ellen mutatkozott be, július 22-én, ahol gólpasszt is adott.

## Magánélete
Amad muszlim. 2020 decembere óta olasz állampolgár.

## Statisztika

### Klubcsapatokban
2025. február 7-i állapot szerint.
| Klub                    | Szezon           | Bajnokság        | Bajnokság | Bajnokság | Kupa  | Kupa  | Ligakupa | Ligakupa | Nemzetközi | Nemzetközi | Egyéb | Egyéb | Összes | Összes |
| Klub                    | Szezon           | Liga             | Mérk.     | Gólok     | Mérk. | Gólok | Mérk.    | Gólok    | Mérk.      | Gólok      | Mérk. | Gólok | Mérk.  | Gólok  |
| ----------------------- | ---------------- | ---------------- | --------- | --------- | ----- | ----- | -------- | -------- | ---------- | ---------- | ----- | ----- | ------ | ------ |
| Atalanta                | 2019–2020        | Serie A          | 3         | 1         | 0     | 0     | —        | —        | 0          | 0          | –     | –     | 3      | 1      |
| Atalanta                | 2020–2021        | Serie A          | 1         | 0         | 0     | 0     | —        | —        | 1          | 0          | —     | —     | 2      | 0      |
| Atalanta                | Összesen         | Összesen         | 4         | 1         | 0     | 0     |          |          | 1          | 0          | —     | —     | 5      | 1      |
| Manchester United       | 2020–2021        | Premier League   | 3         | 0         | 1     | 0     | —        | —        | 4          | 1          | —     | —     | 8      | 1      |
| Manchester United       | 2021–2022        | Premier League   | 0         | 0         | 0     | 0     | 0        | 0        | 1          | 0          | —     | —     | 1      | 0      |
| Manchester United       | 2022–2023        | Premier League   | 0         | 0         | 0     | 0     | 0        | 0        | 0          | 0          | —     | —     | 0      | 0      |
| Manchester United       | 2023–2024        | Premier League   | 9         | 1         | 3     | 1     | 0        | 0        | 0          | 0          | —     | —     | 12     | 2      |
| Manchester United       | 2024–2025        | Premier League   | 22        | 6         | 2     | 0     | 3        | 1        | 8          | 2          | 1     | 0     | 36     | 9      |
| Manchester United       | Összesen         | Összesen         | 34        | 7         | 6     | 1     | 3        | 1        | 13         | 3          | 1     | 0     | 57     | 12     |
| Rangers (kölcsönben)    | 2021–2022        | Skót Premiership | 10        | 3         | 3     | 0     | —        | —        | —          | —          | 0     | 0     | 13     | 3      |
| Sunderland (kölcsönben) | 2022–2023        | Championship     | 37        | 13        | 3     | 0     | 0        | 0        | —          | —          | 2     | 1     | 42     | 14     |
| Karrier összesen        | Karrier összesen | Karrier összesen | 85        | 24        | 12    | 1     | 3        | 1        | 14         | 3          | 3     | 1     | 117    | 30     |

1. ↑  Mérkőzése(i) a UEFA-bajnokok ligájában
2. ↑  Pályára lépés az Európa-ligában
3. ↑  Pályára lépés az angol szuperkupában
4. ↑  Pályára lépések a másodosztály rájátszásában.

### Válogatottban
2024. szeptember 10-i állapot szerint.
| Válogatott           | Év                  | Mérkőzések | Gólok |
| -------------------- | ------------------- | ---------- | ----- |
| Elefántcsontpart U23 | 2021                | 4          | 0     |
| Utánpótlás összesen  | Utánpótlás összesen | 4          | 0     |
| Elefántcsontpart     | 2021                | 3          | 1     |
| Elefántcsontpart     | 2023                | 1          | 0     |
| Elefántcsontpart     | 2024                | 2          | 0     |
| Összesen             | Összesen            | 6          | 1     |

#### Gólok
| # | Dátum           | Helyszín                                                     | Ellenfél     | Gól | Végeredmény | Kiírás     | For.   |
| - | --------------- | ------------------------------------------------------------ | ------------ | --- | ----------- | ---------- | ------ |
| 1 | 2021. június 5. | Elefántcsontparti Nemzeti Stadion, Abidjan, Elefántcsontpart | Burkina Faso | 2–1 | 2–1         | Barátságos | [ 61 ] |

## Sikerei, díjai
Manchester United
- Angol kupagyőztes: 2023–2024
- UEFA Európa-liga ezüstérmes: 2020–2021

Atalanta
- Campionato Primavera 1: 2018-2019
- Supercoppa Primavera: 2018–2019

Rangers
- Skót kupa: 2021–2022
- UEFA Európa-liga ezüstérmes: 2021–2022

Egyéni
- IFFHS CAF Az év fiatal csapata: 2020[62]
- PFA – A rajongók Championship év játékosa: 2022–2023[25]
- PFA – A másodosztály hónap játékosa: 2022. december[63]
- EFL – A hónap fiatal játékosa: 2022. december[64]
- Manchester United – A szezon gólja: 2024–2025[42]
- Manchester United – A hónap játékosa: 2024. augusztus,[32] 2024. december,[41] 2025. január[52]
- Manchester United – A hónap gólja: 2024. március,[65] 2024. december[41]

## Fordítás
Ez a szócikk részben vagy egészben  az   Amad Diallo című angol Wikipédia-szócikk fordításán alapul.  Az eredeti cikk szerkesztőit annak laptörténete sorolja fel. Ez a jelzés csupán a megfogalmazás eredetét és a szerzői jogokat jelzi, nem szolgál a cikkben szereplő információk forrásmegjelöléseként.